# José Letelier
José Antonio Letelier Henríquez (Santiago, Chile, 23 de mayo de 1966) es un exfutbolista y director técnico chileno. Es el único futbolista que ha sido campeón de la Copa Libertadores en su versión masculina en 1991, como portero, y en la femenina en 2012, como director técnico. Actualmente es entrenador de Alianza Lima Femenino de la Primera División Femenina del Perú.

## Trayectoria
Sus inicios fueron en las divisiones inferiores como defensor y arquero en  Universidad Católica en 1979.
Llegó a Colo-Colo en 1983 y comenzó su carrera profesional en 1987, siendo parte de varios exitosos planteles del club Popular, pero era escasamente considerado, ya que, en su puesto atajaban Marcelo Ramírez y Daniel Morón. Ante esto fue el tercer arquero del club en la obtención de la Copa Libertadores 1991.
Es recordado por haber sido cedido gratuitamente por el club Colo-Colo a Alianza Lima en 1988, tras la Tragedia aérea del Fokker en Ventanilla, Perú. Junto a Letelier lo siguieron el defensa Parcko Quiroz, el volante Francisco Huerta y el delantero René Pinto, todos de la tienda del Cacique. Este gesto destacó en una gran amistad entre los clubes, tanto entre barristas como dirigencialmente.
En 1992 emigró desde Colo-Colo junto al argentino Sergio Verdirame al Morelia de México y luego jugó en clubes como Huachipato y Deportes Linares, club en el cual se retiró.
Tras su retiro, estudio Educación física y se recibió de Técnico en el INAF. Posteriormente fue preparador de arqueros en las series infantiles del Colo-Colo. 
Como entrenador, dirigió a Colo-Colo Femenino, logrando ganar 10 títulos nacionales con las Albas y una Copa Libertadores Femenina 2012, transformándose así en el único jugador en ganar las dos versiones del campeonato continental.
En junio de 2016 se convirtió en entrenador de la Selección femenina de fútbol de Chile.
En 2018 clasificó a Chile a su primera Copa Mundial Femenina, tras obtener el vicecampeonato de la  Copa América Femenina con la selección, tras vencer por 4-0 a Argentina en la última fecha del torneo. 
El 24 de febrero de 2023, fue desvinculado del cargo de entrenador de la Selección femenina de Chile por la ANFP tras la derrota por 1-2 ante Haití en el repechaje mundialista de la Copa Mundial Femenina de Futbol de 2023.

## Clubes

### Como futbolista
| Equipo                       | País   | Año       |
| ---------------------------- | ------ | --------- |
| Colo-Colo                    | Chile  | 1986-1991 |
| → Alianza Lima (Cedido)      | Perú   | 1988-1989 |
| → Deportes Valdivia (Cedido) | Chile  | 1989      |
| Morelia                      | México | 1991      |
| Huachipato                   | Chile  | 1992      |
| Colo-Colo                    | Chile  | 1993      |
| Deportes Linares             | Chile  | 1994-1995 |
| Municipal Las Condes         | Chile  | 1996      |
| Deportes Linares             | Chile  | 1997-1999 |

### Como entrenador
| Equipo                      | País  | Año       |
| --------------------------- | ----- | --------- |
| Colo-Colo Femenino          | Chile | 2010-2015 |
| Selección Femenina de Chile | Chile | 2016-2023 |
| Alianza Lima Femenino       | Perú  | 2024-     |

## Estadísticas con la selección femenina de Chile
| Torneo                                       | Año       | PJ | PG | PE | PP | GF | GC | DF  | Pts | Resultado      | Rendimiento |
| -------------------------------------------- | --------- | -- | -- | -- | -- | -- | -- | --- | --- | -------------- | ----------- |
| Copa América Femenina 2018                   | 2018      | 7  | 3  | 3  | 1  | 13 | 5  | +8  | 12  | Subcampeonas   | 57.15%      |
| Copa Mundial Femenina de Fútbol de 2019      | 2019      | 3  | 1  | 0  | 2  | 2  | 5  | -3  | 3   | Fase de grupos | 33.33%      |
| Repechaje Tokio 2020                         | 2021      | 2  | 1  | 1  | 0  | 2  | 1  | +1  | 4   | Clasificadas   | 66.67%      |
| Juegos Olímpicos de Tokio 2020               | 2021      | 3  | 0  | 0  | 3  | 1  | 5  | -4  | 0   | Fase de grupos | 0%          |
| Copa América Femenina 2022                   | 2022      | 5  | 2  | 1  | 2  | 10 | 9  | +1  | 7   | Quinto lugar   | 46.67%      |
| Repechaje Mundial Femenina de Fútbol de 2023 | 2023      | 1  | 0  | 0  | 1  | 1  | 2  | -1  | 0   | No clasificó   | 0%          |
| Amistosos                                    | 2016-2023 | 46 | 14 | 9  | 23 | 48 | 72 | -24 | 51  | -              | 36.95%      |
| Total                                        | Total     | 67 | 21 | 14 | 32 | 77 | 99 | -22 | 77  | -              | 37.81%      |

## Palmarés

### Como jugador

#### Títulos nacionales
| Título           | Equipo    | País  | Año  |
| ---------------- | --------- | ----- | ---- |
| Copa Digeder     | Colo-Colo | Chile | 1990 |
| Primera División | Colo-Colo | Chile | 1990 |

#### Títulos internacionales
| Título            | Equipo    | País  | Año  |
| ----------------- | --------- | ----- | ---- |
| Copa Libertadores | Colo-Colo | Chile | 1991 |

### Como entrenador

#### Títulos nacionales
| Título                             | Equipo       | País  | Año  |
| ---------------------------------- | ------------ | ----- | ---- |
| Torneo Primera División Femenina   | Colo-Colo    | Chile | 2010 |
| Apertura Primera División Femenino | Colo-Colo    | Chile | 2011 |
| Clausura Primera División Femenino | Colo-Colo    | Chile | 2011 |
| Apertura Primera División Femenino | Colo-Colo    | Chile | 2012 |
| Clausura Primera División Femenino | Colo-Colo    | Chile | 2012 |
| Apertura Primera División Femenino | Colo-Colo    | Chile | 2013 |
| Clausura Primera División Femenino | Colo-Colo    | Chile | 2013 |
| Apertura Primera División Femenino | Colo-Colo    | Chile | 2014 |
| Clausura Primera División Femenino | Colo-Colo    | Chile | 2014 |
| Apertura Primera División Femenino | Colo-Colo    | Chile | 2015 |
| Liga Femenina FPF                  | Alianza Lima | Perú  | 2024 |

#### Títulos internacionales
| Título                     | Equipo    | País  | Año  |
| -------------------------- | --------- | ----- | ---- |
| Copa Libertadores Femenina | Colo-Colo | Chile | 2012 |